# Tamara Clark
Tamara Clark (High Point, 9 gennaio 1999) è una velocista statunitense, ha vinto la medaglia d'oro ai Mondiali 2023 di Budapest in Ungheria nella staffetta 4x100 metri.

## Progressione

### 200 metri piani
| Stagione | Misura   | Luogo           | Data      | Rank. Mond. |
| -------- | -------- | --------------- | --------- | ----------- |
| 2024     | 22"21    | Austin          | 30-3-2024 |             |
| 2023     | 22"02    | Eugene          | 9-7-2023  |             |
| 2022     | 21"92    | Eugene          | 26-6-2022 |             |
| 2021     | 21"98    | Eugene          | 26-6-2021 |             |
| 2020     | 22"69(i) | College Station | 29-2-2020 |             |
| 2019     | 22"78    | Jacksonville    | 25-5-2019 |             |
| 2018     | 22"53    | Tampa           | 28-9-2018 |             |
| 2017     | 23"59    | Greensboro      | 19-5-2017 |             |
| 2016     | 23"53    | Greensboro      | 24-6-2016 |             |
| 2015     | 23"98    | Norfolk         | 6-8-2015  |             |
| 2014     | 24"41    | Greensboro      | 14-6-2014 |             |
| 2013     | 25"34    | Greensboro      | 24-7-2013 |             |
| 2012     | 25"92    | Baltimora       | 25-7-2012 |             |

## Palmarès
| Anno                                | Manifestazione | Sede     | Evento            | Risultato | Prestazione | Note  |
| ----------------------------------- | -------------- | -------- | ----------------- | --------- | ----------- | ----- |
| In rappresentanza degli Stati Uniti |                |          |                   |           |             |       |
| 2018                                | Mondiali U20   | Tampere  | Staffetta 4x100 m | Batteria  | dq          |       |
| 2022                                | Mondiali       | Eugene   | 200 m piani       | 6ª        | 22"32       | [ 1 ] |
| 2023                                | Mondiali       | Budapest | Staffetta 4x100 m | Oro       | 41"03       | [ 2 ] |

## Altre competizioni internazionali
2021
- Bronzo al London Anniversary Games ( Gateshead), 200 metri piani - 22"62

2022
- Bronzo al Weltklasse Zürich ( Zurigo), 200 metri piani - 22"42

2024
- Bronzo allo Xiamen Diamond League ( Xiamen), 200 metri piani - 23"01